# Carlos Valdés
Carlos Enrique Valdés Parra (ur. 22 maja 1985 w Cali) – kolumbijski piłkarz występujący na pozycji środkowego obrońcy, obecnie zawodnik argentyńskiego San Lorenzo. Jego brat Diego Valdés również jest piłkarzem.

## Kariera klubowa
Valdés pochodzi z miasta Cali i jest wychowankiem tamtejszej akademii młodzieżowej Boca Juniors de Cali, skąd jako szesnastolatek przeszedł do zespołu América de Cali. Profesjonalną karierę rozpoczynał jednak w wieku dwudziestu lat w niżej notowanym zespole Real Cartagena, ówczesnym beniaminku najwyższej klasy rozgrywkowej. W Categoría Primera A zadebiutował w 2005 roku za kadencji szkoleniowca Hernána Darío Herrery i mimo młodego wieku od razu został podstawowym stoperem drużyny, w jesiennym sezonie Finalización 2005 notując z nią największy sukces w historii klubu – wicemistrzostwo kraju. Dzięki świetnym występom już po roku powrócił do swojej macierzystej Amériki, gdzie przez kilka miesięcy pełnił rolę rezerwowego, jednak później wywalczył sobie miejsce w wyjściowej jedenastce. Premierowego gola w pierwszej lidze strzelił 25 października 2007 w wygranym 1:0 meczu z Tolimą. W wiosennych rozgrywkach Apertura 2008 osiągnął ze swoją ekipą tytuł wicemistrzowski, zaś pół roku później, w jesiennym sezonie Finalización 2008 zdobył z Américą swoje pierwsze mistrzostwo Kolumbii, pozostając kluczowym graczem drużyny Diego Umañi.
Latem 2009 Valdés przeszedł do zespołu Independiente Santa Fe ze stołecznej Bogoty, gdzie spędził półtora roku w roli podstawowego piłkarza, w 2009 roku zdobywając krajowy puchar – Copa Colombia. W styczniu 2011 wyjechał do Stanów Zjednoczonych, zostając zawodnikiem tamtejszego klubu Philadelphia Union, prowadzonego przez Piotra Nowaka. W drużynie z Filadelfii występował razem z pięcioma rodakami – Juanem Diego Gonzálezem, Farydem Mondragónem, Lionardem Pajoyem, Jorge Perlazą i Rogerem Torresem. W Major League Soccer zadebiutował 19 marca 2011 w wygranym 1:0 spotkaniu z Houston Dynamo, zaś premierowego gola strzelił 17 lipca tego samego roku w wygranej 3:0 konfrontacji z New England Revolution. W lipcu 2012 wystąpił w pokazowym meczu gwiazd ligi MLS przeciwko Chelsea (3:2), a przez cały swój dwuletni pobyt w Union miał niepodważalną pozycję w linii defensywy, jednak nie potrafił nawiązać do sukcesów odnoszonych z poprzednimi zespołami.
Na początku 2013 roku Valdés powrócił do ojczyzny, na zasadzie rocznego wypożyczenia zasilając swoją byłą ekipę Independiente Santa Fe. Tam jako czołowy środkowy obrońca ligi kolumbijskiej w wiosennym sezonie Apertura 2013 wywalczył swój trzeci tytuł wicemistrzowski, a także zdobył krajowy superpuchar – Superliga Colombiana. W styczniu 2014 udał się na kolejne wypożyczenie, tym razem do zespołu ówczesnego mistrza Argentyny – San Lorenzo de Almagro ze stołecznego Buenos Aires. W argentyńskiej Primera División zadebiutował 15 lutego 2014 w wygranym 1:0 pojedynku z Racing Club.

## Kariera reprezentacyjna
W 2005 roku Valdés został powołany przez szkoleniowca Eduardo Larę do reprezentaacji Kolumbii U-20 na Młodzieżowe Mistrzostwa Ameryki Południowej. Tam wystąpił w sześciu z dziewięciu spotkań, przez większą część turnieju tworząc podstawowy duet stoperów z Cristiánem Zapatą i ani razu nie wpisał się na listę strzelców. Później stracił miejsce w składzie na rzecz Harrisona Moralesa, a kolumbijska kadra, pełniąca wówczas rolę gospodarzy, triumfowała ostatecznie w tym turnieju, notując siedem zwycięstw i dwa remisy. Kilka miesięcy później znalazł się w składzie na Mistrzostwa Świata U-20 w Holandii, jednak ani razu nie pojawił się wówczas na boisku, pozostając rezerwowym dla Zapaty i Moralesa, natomiast jego kadra, w której grali wówczas między innymi Juan Zúñiga, Radamel Falcao, Hugo Rodallega czy Fredy Guarín, odpadła z młodzieżowego mundialu w 1/8 finału.
W seniorskiej reprezentacji Kolumbii Valdés zadebiutował za kadencji selekcjonera Jorge Luisa Pinto, 1 maja 2008 w wygranym 5:2 meczu towarzyskim z Wenezuelą. Premierowego gola w kadrze strzelił już w kolejnym występie, 30 maja 2010 w zremisowanym 1:1 sparingu z Nigerią. Wziął udział w udanych ostatecznie eliminacjach do Mistrzostw Świata 2014, podczas których był jednym z ważniejszych graczy drużyny narodowej w końcówce kwalifikacji, rozgrywając pięć spotkań i zdobywając bramkę w konfrontacji z Boliwią (5:0).